# Službena religija
██ Kršćanstvo
██ Islam
██ Budizam
██ Bez državne religije
Službena religija (također poznata i kao državna religija) je naziv za koncept religijskih vjerovanja i na njemu temeljenu religijsku organizaciju iza koje stoji sankcija države koja je smatra integralnim dijelom svog ustavnog poretka. U pojedinim kršćanskim zemljama se za organizacije službene religije koristi izraz državna Crkva.
Uz pojam državne religije se vezuje koncept teokracije, iako sve zemlje s državnom religijom nisu teokratske, glede toga nadređenosti svjetovne vlasti duhovnoj (religijskoj) u tima državama. Također sve zemlje s državnom religijom ne moraju imati vlastite religijske organizacije, odnosno državna religija svoje sjedište i poglavara može imati izvan njenih granica.
Državne religije se mogu iskazati na razne načine - od zemalja gdje svećenici i poglavari državnih religija imaju tek ceremonijalnu ili simboličnu ulogu, preko zemalja gdje državne religije uživaju poseban status ili državnu financijsku potporu, do zemalja gdje igraju ključnu ulogu u političkom životu, odnosno njihovi predstavnici su nadređeni svim ostalim državnim institucijama. Kao prvi primjer mogu poslužiti luteranske državne Crkve u skandinavskim zemljama, a kao drugi suvremeni Iran. 
Službene ili državne religije su fenomen koji je tokom najvećeg dijela povijesti bio prije pravilo nego izuzetak, odnosno tek su se postupno počele odvajati religijske od političkih funkcija, odnosno religijski od državnih poglavara. U zapadnom svijetu se od 18. stoljeća kao jedna od glavnih vrijednosti postepeno počinje promovirati sekularizam, odnosno odvajanje crkve i države koje se smatra nespojivim s konceptom državne religije. Takvi su se trendovi proširili po ostatku svijeta - pri čemu izuzetak čine islamske zemlje - tako da većina ustava izričito zastupa slobodu vjeroispovijedi, odnosno jednakopravnost građana glede njihovih vjerskih uvjerenja. U praksi, međutim, pojedine vjerske zajednice mogu imati tako snažan utjecaj na politički život i establišment neke zemlje, da u njima de facto predstavljaju državnu religiju. 
Pojedine zemlje mogu imati i više od jedne službene religije, ali se pod time najčešće podrazumijeva vjerske zajednice koje određeni autoritarni ili totalitarni režimi "priznaju" kao "normalne", odnosno daju im izričitu slobodu djelovanja koja je zapriječena svim ostalima.

## Popis zemalja sa službenom religijom

### Katolicizam
- Kostarika[1]
- Lihtenštajn[2]
- Malta[3]
- Monako[4]
- Vatikan (Teokracija)

#### Pravoslavlje
- Grčka (Grčka pravoslavna Crkva)[5]

#### Protestantizam

##### Luteranstvo
- Danska (Danska Crkva)[6]
- Island (Islandska Crkva)[7]
- Norveška (Norveška Crkva)[8]

##### Reformirane crkve
- Tuvalu (Tuvaluanska Crkva)

#### Anglikanstvo
- Engleska (Engleska Crkva)

### Muslimanske zemlje

#### Sunitski islam
- Afganistan
- Alžir (de facto sekularna)
- Bahrein
- Bangladesh
- Brunei
- Egipat
- provincija Aceh u Indoneziji (ostatak zemlje je sekularan)
- Jordan (de facto sekularna)
- Kuvajt
- Libija
- Malezija
- Mauretanija
- Maroko
- Pakistan
- Katar
- Saudijska Arabija
- Somalija
- Tunis
- Ujedinjeni Arapski Emirati
- Jemen

#### Šijitski islam
- Iran (Teokracija)
- Irak
- Jemen

#### Ibadi
- Oman

### Budizam
- Butan (Drukpa Kagyu škola tibetanskog budizma)[9]
- Tajland (teravada budizam)